# Liste der Flughäfen und Flugplätze in Nordkorea

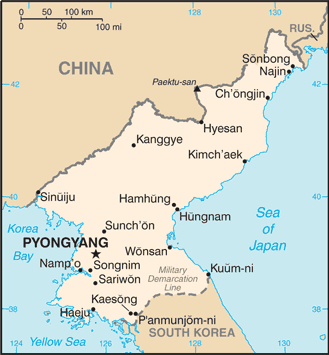
Karte von Nordkorea

Die Liste der Flugplätze in Nordkorea zeigt die Flughäfen und Flugplätze des asiatischen Staates Nordkorea, geordnet nach den Namen der Flughäfen.

## Flughäfen und Flugplätze mit befestigten Landebahnen

### Zivile Flughäfen
| Name des Flughafens                               | City      | Provinz        | ICAO-Code | IATA-Code | Type          | Koordinaten                   |
| ------------------------------------------------- | --------- | -------------- | --------- | --------- | ------------- | ----------------------------- |
| Flughafen Sunan (Pyongyang International Airport) | Pjöngjang | Pjöngjang      | ZKPY      | FNJ       | International | 39° 13′ 26″ N, 125° 40′ 12″ O |
| Flughafen Kalma                                   | Wŏnsan    | Kangwŏn-do     | ZKWS      | WOS       | Regional      | 39° 9′ 59″ N, 127° 29′ 3″ O   |
| Flughafen Samjiyŏn                                | Samjiyon  | Ryanggang-do   | ZKSE      | YJS       | Regional      | 41° 54′ 25″ N, 128° 24′ 35″ O |
| Flughafen Ch’ŏngjin (Orang Airport)               | Chongjin  | Hamgyŏng-pukto | ZKHM      | RGO       | Regional      | 41° 25′ 45″ N, 129° 38′ 54″ O |
| Flughafen Sondok                                  | Hamhŭng   | Hamgyŏng-namdo | ZKSD      | DSO       | Regional      | 39° 44′ 50″ N, 127° 28′ 28″ O |
| Flugplatz Uiju                                    | Sinŭiju   | P’yŏngan-pukto | ZKUJ      | UJU       | Regional      | 40° 9′ 6″ N, 124° 29′ 54″ O   |

### Militärflugplätze
| Name des Flughafens                   | City              | Provinz        | Koordinaten                   |
| ------------------------------------- | ----------------- | -------------- | ----------------------------- |
| Changjin-up Air Force Base            | Changjin          | Hamgyŏng-namdo | 40° 21′ 51″ N, 127° 15′ 50″ O |
| Militärflugplatz Hwangju              | Hwangju           | Hwanghae-pukto | 38° 39′ 12″ N, 125° 47′ 20″ O |
| Militärflugplatz Hwangsuwon           | Kimhyonggwon      | Ryanggang-do   | 40° 40′ 54″ N, 128° 9′ 0″ O   |
| Militärflugplatz Hyon Ni              | Hoeyang           | Kangwŏn-do     | 38° 44′ 29″ N, 127° 37′ 21″ O |
| Militärflugplatz Kaechon              | Kaech'ŏn          | P’yŏngan-namdo | 39° 45′ 12″ N, 125° 54′ 9″ O  |
| Militärflugplatz Kalma                | Wŏnsan            | Kangwŏn-do     | 39° 9′ 59″ N, 127° 29′ 3″ O   |
| Militärflugplatz Kang Da Ri           | Wŏnsan            | Kangwŏn-do     | 39° 5′ 55″ N, 127° 24′ 56″ O  |
| Militärflugplatz Kangdong             | Kangdong          | Pjöngjang      | 39° 9′ 29″ N, 126° 2′ 25″ O   |
| Militärflugplatz Koksan               | Koksan            | Hwanghae-pukto | 38° 41′ 22″ N, 126° 36′ 15″ O |
| Militärflugplatz Kuum-Ni              | Tongchon          | Kangwŏn-do     | 38° 52′ 17″ N, 127° 54′ 20″ O |
| Militärflugplatz Kwail                | Kwail             | Hwanghae-namdo | 38° 23′ 34″ N, 124° 58′ 21″ O |
| Militärflugplatz Kwaksan              | Kwaksan           | P’yŏngan-pukto | 39° 43′ 54″ N, 125° 6′ 38″ O  |
| Militärflugplatz Kyongsong-Chuul      | Kyongsong         | Hamgyŏng-pukto | 41° 33′ 37″ N, 129° 37′ 50″ O |
| Militärflugplatz Mirim                | Mirim-dong        | Sadong-guyŏk   | 39° 0′ 35″ N, 125° 50′ 50″ O  |
| Militärflugplatz Onchon               | Onchon            | P’yŏngan-namdo | 38° 54′ 34″ N, 125° 13′ 56″ O |
| Flughafen Ch’ŏngjin                   | Orang             | Hamgyŏng-pukto | 39° 55′ 38″ N, 125° 12′ 28″ O |
| Militärflugplatz Panghyon             | Kusŏng            | P’yŏngan-pukto | 39° 55′ 38″ N, 125° 12′ 28″ O |
| Militärflugplatz Pukch'ang            | Pukch'ang         | P’yŏngan-namdo | 39° 30′ 15″ N, 125° 57′ 51″ O |
| Militärflugplatz Riwon                | Riwon             | Hamgyŏng-namdo | 40° 21′ 35″ N, 128° 43′ 8″ O  |
| Militärflugplatz Sonchon              | Sonchon           | P’yŏngan-pukto | 39° 55′ 7″ N, 124° 50′ 26″ O  |
| Militärflugplatz Sondok               | Sŏndŏng-ni        | Hamgyŏng-namdo | 39° 44′ 50″ N, 127° 28′ 28″ O |
| Militärflugplatz Sungam Ni            | Sŭngam-rodongjagu | Hamgyŏng-pukto | 41° 40′ 27″ N, 129° 40′ 35″ O |
| Militärflugplatz Taechon              | Taechon           | P’yŏngan-pukto | 39° 54′ 12″ N, 125° 29′ 21″ O |
| Militärflugplatz T'aet'an-pihaengjang | T'aet'an          | Hwanghae-namdo | 38° 7′ 48″ N, 125° 14′ 34″ O  |
| Militärflugplatz Tŏksan               | Tŏksan-dong       | Hamgyŏng-namdo | 39° 59′ 49″ N, 127° 36′ 44″ O |
| Militärflugplatz Yonpo                | Hamhung           | Hamgyŏng-namdo | 39° 47′ 26″ N, 127° 32′ 7″ O  |

## Flugplätze mit unbefestigten Landebahnen
- Flugplatz Chik-Tong
- Flugplatz Ch'o do
- Flugplatz Haeju
- Flugplatz Hoeyang Südost
- Flugplatz Hyesan
- Flugplatz Ichon
- Flugplatz Ichon Nordost
- Flugplatz Ihyon
- Flugplatz Kuktong
- Flugplatz Kumgang
- Flugplatz Maengsan
- Flugplatz Manpo
- Flugplatz Ongjin
- Flugplatz Paegam
- Flugplatz Pyongsul Li
- Flugplatz Sinuiju
- Flugplatz Sohung Süd
- Flugplatz Taebuko Ri
- Flugplatz Taechon Nordwest
- Flugplatz Tanchon Süd
- Flugplatz Toha Ri Nord
- Flugplatz Unchon Up

## Hubschrauberlandeplatz
- Pyongyang Heliport Facility: ICAO-Code ZKKK, Koordinaten: 39° 2′ 57″ N, 125° 48′ 19″ O.